# Erie BayHawks 2010-2011
La stagione 2010-11 degli Erie BayHawks fu la 3ª nella NBA D-League per la franchigia.
Gli Erie BayHawks arrivarono secondi nella Eastern Conference con un record di 32-18. Nei play-off persero nei quarti di finale con i Reno Bighorns (2-1).

## Roster
| N° | Naz.                    | Ruolo | Sportivo         | Anno | Alt. | Peso |
| -- | ----------------------- | ----- | ---------------- | ---- | ---- | ---- |
| 6  | Stati Uniti (bandiera)  | G     | Loren Stokes     | 1983 | 191  | 79   |
| 9  | Stati Uniti (bandiera)  | G     | Dawan Robinson   | 1982 | 191  | 86   |
| 10 | Stati Uniti (bandiera)  | G     | Tasheed Carr     | 1985 | 193  | 93   |
| 11 | Stati Uniti (bandiera)  | G     | Cedric Jackson   | 1986 | 191  | 86   |
| 12 | Stati Uniti (bandiera)  | G     | Derek Raivio     | 1984 | 188  | 82   |
| 13 | Stati Uniti (bandiera)  | G     | Blake Ahearn     | 1984 | 188  | 86   |
| 14 | Stati Uniti (bandiera)  | A     | Tasmin Mitchell  | 1986 | 201  | 111  |
| 15 | Stati Uniti (bandiera)  | G     | Kyle Spain       | 1987 | 196  | 95   |
| 21 | Stati Uniti (bandiera)  | A     | Jarvis Gunter    | 1985 | 208  | 99   |
| 22 | Stati Uniti (bandiera)  | A     | Nate Linhart     | 1986 | 201  | 98   |
| 23 | Stati Uniti (bandiera)  | A     | Erik Daniels     | 1982 | 203  | 98   |
| 23 | RD del Congo (bandiera) | GA    | Christian Eyenga | 1989 | 198  | 95   |
| 24 | Stati Uniti (bandiera)  | G     | Jermaine Beal    | 1987 | 191  | 93   |
| 32 | Stati Uniti (bandiera)  | A     | Kyle Goldcamp    | 1986 | 208  | 113  |
| 44 | Stati Uniti (bandiera)  | A     | Ivan Johnson     | 1984 | 203  | 104  |
| 50 | Nigeria (bandiera)      | C     | Solomon Alabi    | 1988 | 216  | 108  |
|    | Stati Uniti (bandiera)  | G     | Garrett Temple   | 1986 | 198  | 86   |
|    | Stati Uniti (bandiera)  | A     | Jeff Adrien      | 1986 | 201  | 110  |
|    | Giamaica (bandiera)     | AC    | Samardo Samuels  | 1989 | 206  | 120  |
|    | Stati Uniti (bandiera)  | A     | Ed Davis         | 1989 | 208  | 103  |
|    | Stati Uniti (bandiera)  | C     | Alton Ford       | 1981 | 206  | 125  |
|    | Stati Uniti (bandiera)  | G     | Reggie Holmes    | 1987 | 193  | 82   |
|    | Stati Uniti (bandiera)  | GA    | Chaz McCrommon   | 1982 | 201  | 91   |

## Staff tecnico
- Allenatore: Jay Larrañaga
- Vice-allenatore: Ben McDonald
- Preparatore atletico: Kyle Creasy